# Lightning Seeds
Lightning Seeds (Лайтнинг сидс, с англ. — «Семена молнии») — британская группа, образованная в 1989 году в Ливерпуле, Англия, Яном Броуди, до этого — бывшим участником нескольких групп (наиболее известная из которых — Big in Japan), занимавшимся также продюсерской деятельностью. Фактически группа является сольным проектом Броуди. Наиболее известна версией «You Showed Me» (с англ. — «Ты показала мне»), а также участием в записи песни «Three Lions» (авторы — Фрэнк Скиннер и Дэвид Бэддиел), которая стала официальным гимном чемпионата Европы по футболу 1996 года, проходившего в Англии. Сингл (кредитованный Baddiel/Skinner/Lightning Seeds) дважды (в 1996 и 1998 годах) поднимался до 1-го места в британском хит-параде.
Шесть синглов и три альбома группы входили в первую двадцатку британских чартов. Последний студийный альбом The Lightning Seeds вышел в 2009 году. 13 июля 2018 года сингл «Three Lions» снова возглавил чарты Великобритании.

## Состав
- Ян Броуди − вокал, гитара (1989—2000, 2006 — н. в.)
- Мартин Кембелл − бас-гитара (1994—2000, 2009 — н. в.)
- Энги Поллак − клавишные (1996—2000, 2009 — н. в.)
- Райли Броуди — гитара (2009 — н. в.)
- Джек Принц — ударные (2012 — н. в.)

### Бывшие участники
- Зак Старки − ударные (1997—2000)
- Крис Шаррок − ударные (1994—1997)
- Пол Хеммингс − гитара (1994—1998)
- Стив Луи — клавишные (1993—1995)
- Али Кейн − клавишные (1994—1996)
- Кит Йорк — ударные (1997—1998)
- Мэтью Прист — ударные (1997)
- Паоло Рьюи — бас-гитара (2006)
- Роб Аллюм — ударные (2009—2010)
- Джеймс Багшоу — клавишные (2010)
- Райф Берчер — ударные (2010)
- Шон Пейн — ударные (2011—2012)

## Дискография
- Cloudcuckooland (с англ. — «Облакокукушказемля») — 1990
- Sense (с англ. — «Чувство») — 1992
- Jollification (с англ. — «Веселье») — 1994
- Dizzy Heights (с англ. — «Головокружительные высоты») — 1996
- Tilt (с англ. — «Пик») — 1999
- Four Winds (с англ. — «Четыре ветра») — 2009